# Derek Williams (Boxer)
Derek Williams (* 11. März 1965 in Stockwell, England) ist ein ehemaliger britischer Schwergewichtsboxer. Er war Europa- und Commonwealth-Meister.

## Laufbahn
Sein Profidebüt konnte Williams durch technischen K. o. in Runde 6 für sich entscheiden. Es folgten drei K.-o.-Siege und die erste Niederlage gegen Ron Ellis. Im Jahr 1988 holte er sich durch einen klassischen Knockout in Runde 4 den Commonwealth-Titel. Im darauffolgenden Jahr boxte er um den vakanten Europameistertitel; sein Commonwealth-Titel stand in diesem Kampf auch auf dem Spiel. Den Kampf, der auf 12 Runden angesetzt war, gewann Williams schon in der ersten Runde durch technischen K. o. Zwei Monate später verlor er seinen EM-Titel an den Franzosen Jean-Maurice Chanet durch einstimmigen Beschluss über 12 Runden. Das Rematch, das drei Monate später stattfand und in dem es wieder um den EM-Titel ging, brachte das gleiche Ergebnis. Im Jahr 1991 verteidigte er den Commonwealth-Titel gegen Jimmy Thunder. Im selben Jahr besiegte er in einem Kampf in dem es um keinen Titel ging David Bey.
Am 30. April 1992 fand in der Royal Albert Hall ein Kampf gegen den späteren Schwergewichts-Champion Lennox Lewis statt. In diesem Gefecht ging es sowohl um Williams’ Commonwealth-, als auch um Lewis’ Europameister- sowie um den britischen Meistertitel. Williams hatte keine Chance und ging in der dritten Runde schwer k.o. Nach dieser Niederlage ging es bergab; es folgten sechs Niederlagen, unter anderem gegen Bert Cooper und José Ribalta.
Im Jahre 1992 beendete Williams seine Karriere.